# Meligethes matronalis
Méligèthe de la julienne
Espèce
Meligethes matronalis, la Méligèthe de la julienne, est une espèce d'insectes coléoptères de la famille des Nitidulidés (sous-famille des Meligéthinés), découverte en 1990. Son hôte exclusif est la Julienne des dames (Hesperis matronalis), une brassicacée.

## Taxonomie

### Synonyme d'espèce
- Brassicogethes matronalis (Audisio & Spornraft, 1990)[1]

### Changement de genre
Meligethes matronalis a d'abord fait partie du genre Meligethes, puis est classé dans le genre Brassicogethes lorsque ce dernier est créé en 2009 par Audisio et Cline,,.

## Histoire
Meligethes matronalis est décrit pour la première fois en 1990 par Audisio et Spornraft. En 1993, Audisio signale de nouveau cette espèce en même temps que de nouveaux sites de répartition,,.
Une étude des collections en 2001 montre qu'il a auparavant été signalé sous d'autres noms en Biélorussie (Volhynie, 1917) ; en Roumanie (Brasov, Transylvanie, 1918) ; en France (L'Authion (1000 m d'alt., Alpes-Maritimes, en 1976) ; en Italie (Sona, Vérone, Vénétie, 1975 ; au lac du Salto, Borgo San Pietro, Rieti, 1976 ; Latium, Monteflavio, 1978 ; mont Terminio, Avellino, Campanie, 1986 ; vallée de l'Orfento en amont de Caramanico Terme  (Pescara, Abruzzes, 1989) ; et en Espagne (Velilla de Taril, Palencia, 1989).
Il est signalé au Danemark par Hansen et al., en 1992  mais sous le nom de M. subaeneus, et en 1994 sous son nom propre, ; et en 1995 en Allemagne par Meybohm, et par Renner,.
En 1997, Kirejtshuk veut assimiler M. subaeneus à M. matronalis : ces deux formes, dit-il, ont des structures à peine distinguables l'une de l'autre et les différences sont dues à une certaine variabilité parmi les spécimens de grandes séries provenant de différentes parties de l'Europe du sud ; la différence des plantes hôtes pour chacun n'est pas un élément de distinction suffisant pour en faire deux espèces séparées, même si la fourchette de variabilité dépend de conditions écologiques quelque peu différentes,. Audisio répond en 2001 avec une analyse morphométrique et moléculaire des deux taxons et de M. coracinus et une analyse des allozymes sur un peu moins de 200 sujets.

## Description

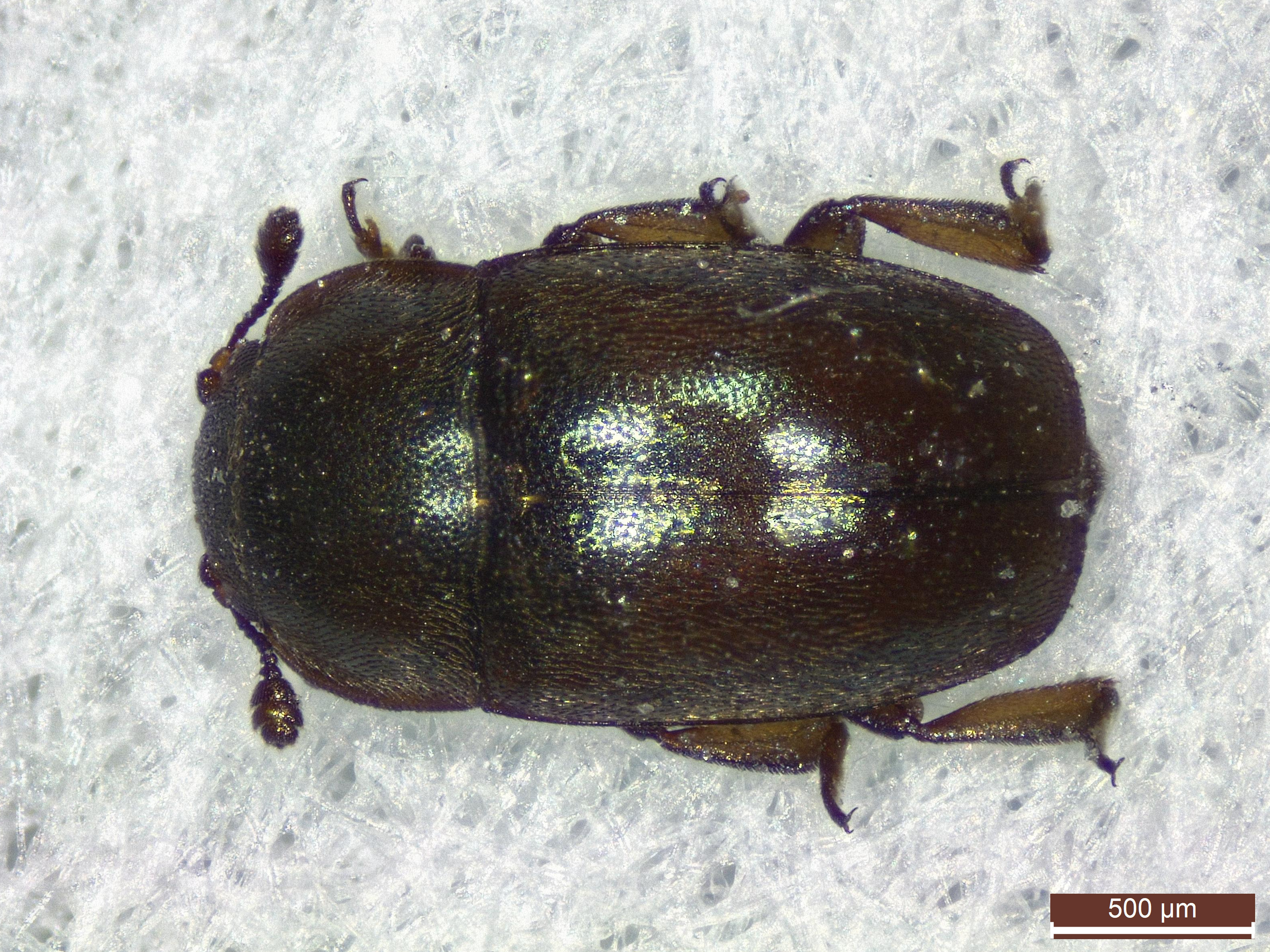
M. subaeneus (Méligèthe du colza), proche de M. matronalis.

M. subaeneus ressemble étroitement à d'autres petits coléoptères du même genre et l'identification précise est délicate. Audisio et al. (2001) parlent d'un grand « groupe paléarctique Meligethes aeneus » (Palaearctic Meligethes aeneus-group) incluant, ente autres, le « complexe Meligethes coracinus » (Meligethes coracinus complex) composé de M. coracinus, M. subaeneus, M. fulvipes, M. longulus, M. explanatus et M. matronalis. Toutes les espèces de ce complexe sont associées à diverses plantes de la famille des Brassicacées ; elles ont toutes un corps brun foncé à brun rouge avec des reflets plus ou moins métallisés, des pattes et des antennes de couleur brun jaune à brun ; aucune n'a de protubérance sur le bord antérieur du fémur antérieur, et le fémur de leur paire de pattes centrale n'a pas de "dent" sur son bord postérieur. Toutes ces espèces, sauf M. fulvipes et M. explanatus, ont un appareil génital similaire.
Du point de vue morphologique, M. matronalis diffère de M. coracinus par la forme de son pronotum et de son édéage ; et de M. subaeneus par sa surface dorsale plus brillante avec des ponctuations plus rugueuses, et un édéage plus allongé.
Une autre distinction entre ces espèces se trouve dans le choix des plantes hôtes des larves : celles de M. matronalis ne se trouvent que sur Hesperis matronalis, celles de M. subaeneus se développent sur les espèces de cardamine, et celles de M. coracinus sont un peu plus éclectiques et peuvent se rencontrer essentiellement sur des espèces de Brassica, de Sinapis, de Barbarea et de Sisymbrium.
Les périodes d'apparition différentes (voir plus bas) servent aussi d'indicateurs.

## Alimentation

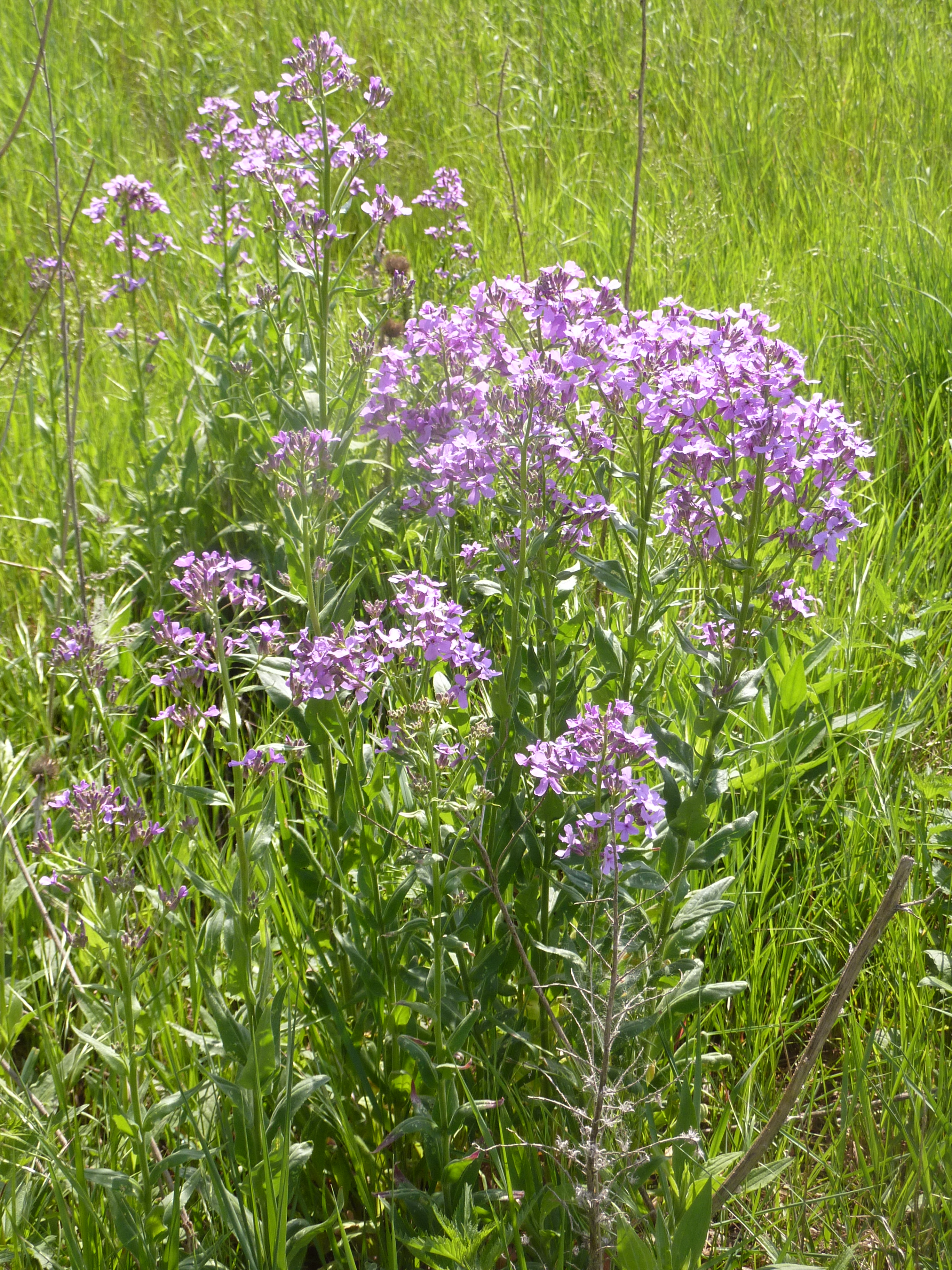
Julienne des dames (Hesperis matronalis).

M. matronalis a été trouvé exclusivement sur la julienne des dames (Herperis matronalis), une plante de la famille des Brassicaceae. Il n'est pas le seul qui se réserve à cette plante : Ceutorhynchus inaffectatus Gyllenhal s'y retrouve aussi exclusivement ; ses larves s'y développent, et la ponte de ses œufs serait déclenchée par les effluves volatiles de la fleur.
Comme beaucoup d'autres insectes phytophages, M. matronalis héberge des microorganismes symbiotiques qui facilitent la digestion des tissus végétaux. C'est particulièrement vrai pour ce qui concerne l'assimilation de pollens dont le contenu nutritif est riche en lipides et protéines mais est souvent peu équilibré et est difficile d'accès à cause de sa paroi cellulaire difficile à digérer.

## Périodes d'apparition
Meligethes matronalis apparaît typiquement pendant la première partie de l'été, et c'est là un autre trait par lequel il se distingue des espèces voisines. Ainsi, dans une localité près de Rome il apparaît habituellement fin mai et disparaît vers la fin juillet et début août, là où M. subaeneus est présent depuis la fin mars ou début avril jusqu'à la fin mai ou début juin.
Dans la forêt de Lama (parc national des forêts du Casentino), à 800 m d'altitude en Émilie-Romagne, où trois espèces proches cohabitent, Meligethes matronalis est présent de début juin à fin juillet ; M. subaeneus, de fin avril à début juin ; et M. coracinus, de fin avril à fin août.

## Répartition
En 2009, lors de la création du genre Brassicogethes, Meligethes matronalis est repéré dans le sud de l'Europe, dans le nord de la Turquie et dans le Caucase ; et signalé comme introduit dans le nord de l'Europe.
La carte de répartition sur PESI (Pan-European Species Infrastructure), mise à jour en 2010 par Audisio, ne signale pas les repérages de l'espèce dans certains pays. Ainsi, il est aussi signalé 
en Angleterre (Barnham Broom, Norfolk) en 2015 par Martin Collier, en Écosse (Penicuik, Midlothian) en 2019 par Steve Lane, en Pologne (ouest des montagnes des Beskides près de la réserve naturelle Na Policy…